# Męskość

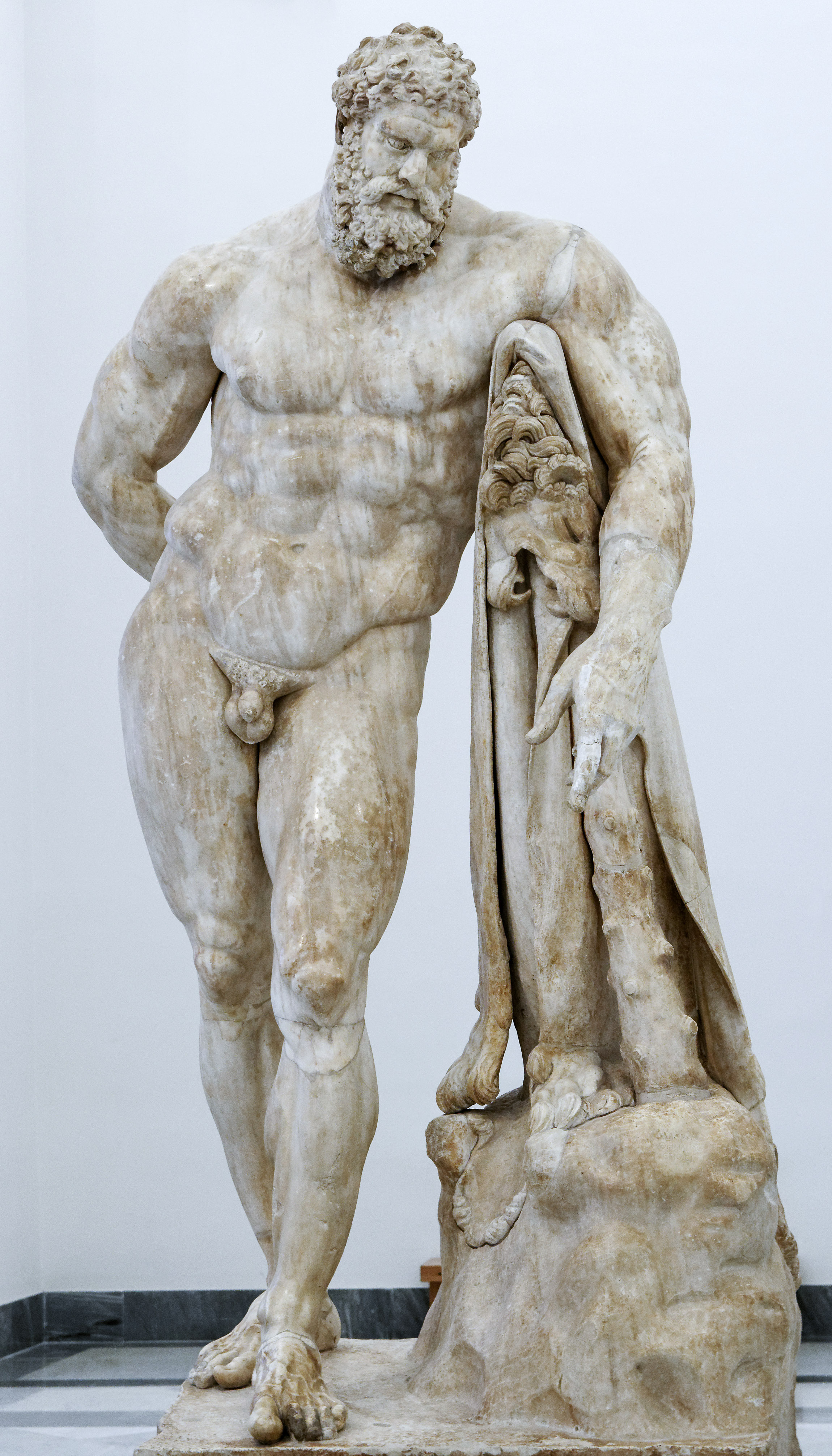
Rzeźba przedstawiająca Heraklesa – herosa w mitologii greckiej, któremu przypisywane są cechy tradycyjnie kojarzone z mężczyznami takie jak siła fizyczna i waleczność

Męskość – zbiór cech, zachowań i ról społecznych tradycyjnie związanych z chłopcami i mężczyznami. Chociaż męskość (podobnie jak kobiecość) jest społecznie skonstruowana, to pewne badania wskazują, że niektóre zachowania uważane za męskie są biologicznie uwarunkowane. W jakim stopniu męskość jest uwarunkowana biologicznie bądź społecznie, jest kwestią dyskusyjną. Pojęcie męskości jest niezależne od biologicznej definicji płci męskiej, ponieważ zarówno kobiety, jak i mężczyźni mogą wykazywać typowo męskie cechy.
Machismo stanowi formę męskości, która podkreśla siłę i często wiąże się z lekceważeniem konsekwencji i odpowiedzialności.

## Męskość w ujęciu tradycyjnym
Cechy tradycyjnie przypisywane mężczyznom w zachodnim kręgu kulturowym to:
- Gotowość do stosowania siły – mężczyzna postrzegany jest historycznie jako wojownik
- Odwaga, gotowość do ponoszenia ryzyka i żądza przygód, powiązana z niską refleksyjnością
- Siła fizyczna, chęć walki, duch konkurencji, grubiaństwo
- Dominacja, dążenie do władzy
- Samoopanowanie, nawet chłód
- Zdolności techniczne i organizacyjne

Ponieważ w większości społeczności mamy do czynienia z dominacją mężczyzn, to cnoty są utożsamiane z cechami męskimi (łacińskie virtus – cnota – pochodzi od vir – mężczyzna).

## Męskość w ujęciu współczesnym
W badaniach nurtu gender od czasu publikacji australijskiej socjolożki Raewyn Connell mówi się o męskości w liczbie mnogiej, to znaczy o męskościach. Connell poprzez analizy historyczno-kulturowe utrzymuje, że w każdej kulturze nawet w tym samym czasie istnieją różne formy męskości. Ta forma, która w danej kulturze ma znaczenie dominujące, jest określana przez Connell jako męskość hegemoniczna. Connell dała nowe impulsy do rozważań o płci i o męskości.
Niektórzy socjologowie postrzegają męskość (i kobiecość) jako rodzaj spektaklu (ang. performance). Performatywność płci niekoniecznie musi być celowa, a ludzie mogą nawet nie zdawać sobie sprawy z tego, w jakim stopniu pełnią rolę genderową, ponieważ jednym z rezultatów trwającej całe życie socjalizacji płci jest poczucie, że płeć jest „naturalna" lub ukształtowana biologicznie.

## Toksyczna męskość
Toksyczna męskość to pojęcie stosowane oryginalnie przez samopomocowe grupy aktywistów praw mężczyzn w USA w latach 1980. Według używających go autorów ma ona polegać na usilnym graniu stereotypów płciowych kultury. Ma skutkować znacznym skróceniem życia mężczyzn, np. w kręgu zachodnim ze względu na wartościowanie zachowań ryzykownych, jak również presją, by lekceważyć zdrowie, w tym zdrowie psychiczne. Toksyczna męskość jest proponowana jako wyjaśnienie wyższego odsetka samobójstw wśród mężczyzn, częstszego uzależnienia od alkoholu lub papierosów oraz wyższego ryzyka zachowań autodestrukcyjnych pośrednich.